# Белош Вуканович
Белош (Белуш) Вуканович (серб. Белош Вукановић; венг. Belos; ум. после 1163) — великий жупан Рашки ок. 1162.
Сын Уроша I Вукановича и Анны Диогениссы, брат великих жупанов Уроша II Примислава и Десы. 
После того как его сестра Елена вышла замуж за Белу II Венгерского, Белош занял видное место при королевском дворе. В 1137 он упоминается с титулом dux; после смерти Белы вместе с сестрой осуществлял регентство при несовершеннолетнем Гезе II. Около 1142 стал баном Хорватии, в 1145 получил должность надора. В дальнейшем пользовался значительным влиянием на короля. Был одним из инициаторов вмешательства Венгрии в междоусобную войну на Руси, участвовал в походах Гезы против галицкого князя Владимирка Володаревича. Для укрепления союза между венгерской королевской семьей и Изяславом Мстиславичем дочь Белоша в 1150 была выдана за князя Владимира Мстиславича.
В 1149—1150 участвовал в организации антивизантийского восстания в Сербии, которому Венгрия оказала вооруженную поддержку. Во время византийско-венгерской войны в 1151 командовал передовым отрядом венгерских войск и пытался противодействовать набегу Бориса Коломановича на левобережье Дуная. 
После того как Геза II отказался от активной политики на южном и восточном направлениях, и начал сближение со Священной Римской империей, влияние Белоша стало падать. Около 1158 он был обвинен в заговоре против короля и вынужден бежать в Византию, вслед за братьями Гезы Иштваном и Ласло. Около 1162 император Мануил I Комнин назначил Белоша великим жупаном Рашки, на место смещенного Уроша II. По словам Иоанна Киннама, Белош вскоре отказался от титула и вернулся в Венгрию, где прожил еще много лет. Возможно, он снова стал баном Хорватии.